# میگوئل مونتس (بازیکن فوتبال، زاده ۱۹۴۰)
میگوئل مونتس (انگلیسی: Miguel Montes; ۲۸ فوریهٔ ۱۹۴۰ – ۲۰ مهٔ ۲۰۱۹) بازیکن فوتبال اهل اسپانیا بود.
از باشگاه‌هایی که در آن بازی کرده‌است می‌توان به باشگاه فوتبال اسپورتینگ خیخون اشاره کرد.